# Репрезентација Немачке у хокеју на леду
Хокејашка репрезентација Немачке је хокејашки тим Немачка и под контролом је Хокејашког савеза Немачке. Репрезентација се међународно такмичи од 1910. године.
Хокејашка репрезентација Немачке има освојене три сребрне медаље са Светског првенства 1930., 1953. и 2023. године. Такође, имају освојену и бронзану медаљу са Светског првенства 1934. године. Са олимпијских игара имају једну сребрну и две бронзане медаље.

## Историјат

### Немачка до Другог светског рата
Премијерну утакмицу Немачка је одиграла у Монтреу против Швајцарске, 10. јануара 1910. године и победила је 8:1. Прву медау на Светском првенству, Немачка је освојила 1930. године. У финалу су Немци поражени од Канаде са 6:1. Две године касније, организоване су Зимске олимпијске игре, које су уједно биле и Светско првенство. Учествовале су само 4 екипе, а турнир се играо по двокружном бод систему свако са сваким. Златну медаљу освојила је селекција Канаде, испред САД, Немачке и Пољске.
На Светском првенствз 1934. титулу светског првака освојила је селекција Канаде која је у финалној утакмици победила селекцију САД са 2:1 (након продужетака). Треће место, а уједно и титулу европског првака освојила је селекција Немачке која је такође са 2:1 победила Швајцарску.

### Западна Немачка
Светско првенство 1953. играло се уз учешће само три земље – Шведске, Швајцарске и Западне Немачке. Било је то прво, и једино, светско првенство на ком су учествовале искључиво европске репрезентације, првенство су пратили бројни откази учешћа. Аматерска хокејашка асоцијација Канаде одбила је учешће на турниру због неслагања са ставовима Међународне хокејашке федерације, а наступе на првенству отказале су и селекције Сједињених Држава, Норвешке и Пољске. Иако је било планирано да на овом првенству дебитује и селекција Совјетског Савеза до тога на крају ипак није дошло, а Совјети су на светској сцени заиграли годину дана касније, на СП у Шведској. Чехословачки тим је напустио такмичење након три одиграна кола, а њихови резултати су поништени. Наиме, по налогу чехословачког Министарства омладине и спорта због озбиљног здравственог стања тадашњег председника те земље Клемента Готвалда тим је био принуђен да се врати у земљу, а председник Готвалд је преминуо дан касније, 14. марта 1953. године. Титулу светског првака по први пут је освојила  селекција Шведске која је остварила максималне 4 победе. Сребрну медаљу освојила је репрезентација Западне Немачке, док је бронза припала селекцији домаћина Швајцарске.
Највећи успех западнонемачки тим постигао је на Зимским олимпијским играма 1976. када је тим постигао резултат 2–3–0 и освојио бронзану медаљу. Шведски и канадски тимови, традиционално две хокејашке силе, бојкотовали су Игре 1976. године у знак протеста против аматерских правила која су дозвољавала земљама источног блока да шаљу своје најбоље играче док су западне нације спречавале да учине исто.

### Уједињена Немачка
Године 1991, дошло је до уједињења Западне и Источне Немачке. Турнир у хокеју на леду на Зимским олимпијским играма у Пјонгчангу 2018. године одржан је без учешћа НХЛ играча, први пут од Зимских олимпијских игара 1994. у Лилехамеру. Фаворити за златну медаљу били су Руси, јер је њихова домаћа КХЛ лига направила паузу и дозволила звездама као што су Павел Дацјук и Иља Коваљчук да наступе у репрезентацији. Руским спортистима забрањено је да се такмиче под својом заставом и грбом због сумње на систематски допинг, али им је дозвољено да наступају под олимпијском заставом и именом Олимпијски спортисти из Русије. Финале је одиграно између Немаца, који су у полуфиналу неочекивано елиминисали Канађане резултатом 4:3 и Руса који су победили Чешку са 3:0. У финалу су Руси победили Немачку са 4:3 и освојили златну медаљу након што је Кирил Капризов постигао победнички гол у продужетку.
Немачка је на Светском првенству 2023. стигла до финала први пут од 1930. године након што је у продужетку победила првог носиоца САД резултатом 4:3. Канада је освојила своју 28. титулу победивши Немачку са 5:2 у финалу. Сребро је била прва медаља Немачке од 1953. године.

## Резултати

### Олимпијске игре
| - 1920 − Нису се такмичили - 1924 − Нису се такмичили - 1928 − 9. место - 1932 − 3. место - 1936 − 5. место - 1948 − Нису се такмичили - 1952 − 8. место - 1956 − 6. место - 1960 − 6. место | - 1964 − 7. место - 1968 − 7. место - 1972 − 7. место - 1976 − 3. место - 1980 − 10. место - 1984 − 5. место - 1988 − 5. место - 1992 − 7. место - 1994 − 6. место | - 1998 − 9. место - 2002 − 8. место - 2006 − 10. место - 2010 − 11. место - 2014 − Нису се квалификовали - 2018 − 2. место - 2022 − 10. место - 2026. – Квалификовали се |

### Светско првенство
| - 1930 − 2. место - 1931 − нису учествовали - 1933 − 5. место - 1934 − 3. место - 1935 − 9. место - 1937 − 4. место - 1938 − 4. место - 1939 − 5. место - 1947 − Нису се такмичили - 1949 − Нису се такмичили - 1950 − Нису се такмичили - 1951 − Нису се такмичили - 1953 − 3. место - 1954 − 5. место - 1955 − 6. место - 1957 − Нису се такмичили - 1958 − Нису се такмичили - 1959 − 7. место - 1961 − 8. место - 1962 − 6. место - 1963 − 7. место - 1965 − 11. место (3. место, група Б) - 1966 − 9. место (1. место, група Б) - 1967 − 8. место - 1969 − 10. место (4. место, група Ц) - 1970 − 8. место (2. место, група Б) | - 1971 − 5. место - 1972 − 5. место - 1973 − 6. место - 1974 − 9. место (3. место, група Ц) - 1975 − 8. место (2. место, група Б) - 1976 − 6. место - 1977 − 7. место - 1978 − 5. место - 1979 − 6. место - 1981 − 7. место - 1982 − 6. место - 1983 − 5. место - 1985 − 7. место - 1986 − 7. место - 1987 − 6. место - 1989 − 7. место - 1990 − 7. место - 1991 − 8. место - 1992 − 6. место - 1993 − 5. место - 1994 − 9. место - 1995 − 9. место - 1996 − 8. место - 1997 − 11. место - 1998 − 11. место - 1999 − 20. место (4. место, група Б) | - 2000 − 17. место (1. место, група Б) - 2001 − 8. место - 2002 − 8. место - 2003 − 7. место - 2004 − 9. место - 2005 − 15. место - 2006 − 17. место (1. место, група Б) - 2007 − 7. место - 2008 − 10. место - 2009 − 15. место - 2010 − 4. место - 2011 − 7. место - 2012 − 12. место - 2013 − 9. место - 2014 − 14. место - 2015 − 10. место - 2016 − 7. место - 2017 − 8. место - 2018 − 11. место - 2019 − 6. место - 2020. − Отказано због Пандемије ковида 19 - 2021 − 4. место - 2022 − 7. место - 2023 − 2. место - 2024 − 6. место - 2025 − 9. место |